# Leptotarsus (Macromastix) albicollis
Leptotarsus (Macromastix) albicollis is een tweevleugelige uit de familie langpootmuggen (Tipulidae). De soort komt voor in het Australaziatisch gebied.